# John Davis (sztangista)
John Henry Davis Jr. (ur. 12 stycznia 1921 w Smithtown, zm. 13 lipca 1984 w Albuquerque) – amerykański sztangista, dwukrotny mistrz olimpijski i wielokrotny medalista mistrzostw świata.

## Kariera
Startował w wadze lekkociężkiej (półciężkiej – do 82,5 kg), a następnie ciężkiej (powyżej 82,5 kg). Pierwszy sukces osiągnął w 1938 roku, kiedy zdobył złoty medal w wadze lekkociężkiej na mistrzostwach świata w Wiedniu. W zawodach tych wyprzedził Austriaka Fritza Hallera i Francuza Louisa Hostina. Po przerwie spowodowanej II wojną światową zwyciężył w wadze ciężkiej na mistrzostwach świata w Paryżu, pokonując Jakiwa Kucenko z ZSRR i Egipcjanina Mohameda Geisę. Wynik ten powtarzał na czterech kolejnych edycjach tej imprezy: MŚ w Filadelfii (1947), MŚ w Scheveningen (1949), MŚ w Paryżu (1950) i MŚ w Mediolanie (1951).
W 1948 roku wystartował na igrzyskach olimpijskich w Londynie, zwyciężając w wadze ciężkiej. Wynikiem 452,5 kg ustanowił nowy rekord olimpijski, pokonując swego rodaka Norberta Schemansky'ego i Holendra Brama Charité. Na rozgrywanych cztery lata później igrzyskach w Helsinkach ponownie zwyciężył, poprawiając jednocześnie swój własny rekord olimpijski wynikiem 460 kg. Pozostałe miejsca na podium zajęli z dużą stratą jego rodak, Jim Bradford i Humberto Selvetti z Argentyny. Ostatni medal zdobył podczas mistrzostw świata w Sztokholmie w 1953 roku, gdzie zajął drugie miejsce. Rozdzielił tam na podium Kanadyjczyka Douga Hepburna i Selvettiego. Ponadto w 1951 roku zdobył złoty medal w wadze ciężkiej na igrzyskach panamerykańskich w Buenos Aires.
Pobił szesnaście oficjalnych rekordów globu.